# Mario Losada (hijo)
Mario Aníbal Losada (Apóstoles, 13 de julio de 1938 - Posadas, 27 de junio de 2015)
 fue un político argentino, senador nacional por la provincia de Misiones durante 16 años y que llegó a presidir el Senado entre 2000 y 2001. Pertenecía a la Unión Cívica Radical.

## Vida privada
Estaba casado, tuvo tres hijos (María Ángeles, María Inés y Joaquín, que también se dedican a la política) y fue primo hermano de Enrique Nosiglia.

## Carrera política
Su padre, también llamado Mario Losada, fue senador nacional y gobernador de la provincia de Misiones durante la presidencia de Arturo Illia (1963 – 1966), Mario fue designado como su secretario privado de su padre. Durante los años siguientes trabajó en diversas empresas. 
En 1983 fue elegido diputado provincial, presidiendo la legislatura de Misiones hasta 1985. En 1987 fue candidato a gobernador de su provincia, no logrando ser elegido. En 1989 fue elegido senador nacional. Entre 1991 y 1993 presidió el comité nacional de la UCR y en 1995 fue reelegido senador nacional.
En septiembre de 2000, luego de la renuncia de Raúl Alfredo Galván, comenzó a desempeñarse como jefe del bloque de senadores de la UCR. En octubre de ese año, luego de la renuncia del vicepresidente Chacho Álvarez, fue designado por el presidente Fernando de la Rúa como presidente provisional del Senado, luego de un breve período donde ese cargo recayó en José Genoud. 
Durante su gestión como presidente de la cámara alta, se realizó una votación donde se aconsejó a De la Rúa con un documento, luego de varias sesiones parlamentarias, la separación de su cargo del presidente del Banco Central, Pedro Pou, hecho que se materializó en abril de 2001A comienzos de diciembre de 2001 impulso una serie de beneficios económicos a senadores lo que causó indignación en un contexto de crisis económica y social en el que la sociedad demanda austeridad de la clase política, lo que se sumó a la denuncia de dos abogados contra Losada por malversación de caudales públicos.
A fines de ese año abandonó la presidencia del Senado y fue reelegido senador nacional, cargo que desempeñó hasta 2005. Para las elecciones generales de 2003 fue candidato a vicepresidente de la nación, acompañando la candidatura a presidente de Leopoldo Moreau, por la UCR, obteniendo el 2,34 % de los votos.

## Fallecimiento
Losada, quien fuera presidente de la UCR en los 90, falleció en Misiones a los 76 años, el 27 de junio de 2015, en la capital de la provincia, Posadas.